# Jaanus Nõmmsalu
Jaanus Nõmmsalu est un joueur estonien de volley-ball né le 19 janvier 1981. Il mesure 1,99 m et joue réceptionneur-attaquant.

## Clubs
| Club                  | Pays               | De        | À         |
| --------------------- | ------------------ | --------- | --------- |
| ESS Falck Pärnu       | Estonie            | 2000-2001 | 2002-2003 |
| Spacer's de Toulouse  | France             | 2003-2004 | 2003-2004 |
| GFCO Ajaccio          | France             | 2004-2005 | 2004-2005 |
| Aon hotVolleys Vienne | Autriche           | 2005-2006 | 2005-2006 |
| Avignon Volley-Ball   | France             | 2006-2007 | 2006-2007 |
| PAOK Salonique        | Grèce              | 2007-2008 | 2007-2008 |
| DHL Ostrava           | République tchèque | 2008-2009 | 2008-2009 |
| Beauvais OUC          | France             | 2009-2010 | …         |

## Palmarès
- MEVZA
  - Finaliste : 2006